# 尚巴赫河 (阿爾特米爾河，特羅伊希特林根)
48°56′40.83″N 10°55′50.03″E / 48.9446750°N 10.9305639°E
尚巴赫河是德國的河流，位於該國東南部，由巴伐利亞負責管轄，屬於阿爾特米爾河的左支流，河道全長14.2公里，流域面積98.2平方公里。